# Kundgol
Kundgol là một thị xã panchayat của quận Dharwad thuộc bang Karnataka, Ấn Độ.

## Địa lý
Kundgol có vị trí 15°15′B 75°15′Đ / 15,25°B 75,25°Đ Nó có độ cao trung bình là 615 mét (2017 feet).

## Nhân khẩu
Theo điều tra dân số năm 2001 của Ấn Độ, Kundgol có dân số 16.837 người. Phái nam chiếm 51% tổng số dân và phái nữ chiếm 49%. Kundgol có tỷ lệ 64% biết đọc biết viết, cao hơn tỷ lệ trung bình toàn quốc là 59,5%: tỷ lệ cho phái nam là 73%, và tỷ lệ cho phái nữ là 54%. Tại Kundgol, 12% dân số nhỏ hơn 6 tuổi.